# Hebao Dao
Hebao Dao (kinesiska: 荷包岛) är en ö i Kina. Den ligger i provinsen Guangdong, i den södra delen av landet, omkring 140 kilometer söder om provinshuvudstaden Guangzhou. Arean är 13,0 kvadratkilometer. Den sträcker sig 4,5 kilometer i nord-sydlig riktning, och 7,0 kilometer i öst-västlig riktning.
Genomsnittlig årsnederbörd är 2 518 millimeter. Den regnigaste månaden är maj, med i genomsnitt 412 mm nederbörd, och den torraste är januari, med 28 mm nederbörd.